# Relações entre Arábia Saudita e Irã
As relações entre Arábia Saudita e Irão (português europeu) ou Irã (português brasileiro) são as relações diplomáticas estabelecidas entre o Reino da Arábia Saudita e a República Islâmica do Irã. Devido a vários embates políticos e culturais ao longo da história, as relações entre as duas nações têm sido por vezes muito tensas, embora muito boas em outros momentos.
De maioria sunita, a Arábia Saudita compete com o Irã, xiita, pelo posto de potência regional e têm fortes laços com os Estados Unidos, o maior inimigo atual do governo de Teerã. Ambos também possuem culturas diferentes, já que um é árabe e o outro é persa.
Em 10 de março de 2023, a Arábia Saudita retomou relações bilaterais com o Irã após sete anos.

## Atualidade
Os conflitos no Oriente Médio, seja no Iraque, Líbano, Síria, ou Iémen, compartilham um fator comum: a rivalidade entre Irã e Arábia Saudita. Durante anos, essa rivalidade têm inflamado a violência em áreas já devastadas pela guerra e acabou por criar novos campos de batalha onde anteriormente existia uma relativa paz.
Apesar de alguns períodos de grande tensão, em particular após o bombardeio das Torreffs Khobar, em junho de 1996, iranianos e sauditas tiveram relações moderadas entre 1989 e 2005. Estas relações permaneceram em tom de cortesia até mesmo durante os primeiros dias do governo do presidente iraniano, Mahmoud Ahmadinejad.
Mas a Primavera Árabe de 2011 mudou a estrutura de poder político na região. As ditaduras de longa data caíram, deixando a desordem em seu lugar. Irã e Arábia Saudita aproveitaram a oportunidade para tentar estabelecer sua primazia nos países recém-desestabilizados e guerras por procuração eclodiram.

### Programa nuclear do Irã
Durante uma reunião ministerial do Conselho de Cooperação do Golfo (CCG), o ministro das relações exteriores da Arábia Saudita, Saud al Faisal, acusou o Irã de continuar interferindo nos assuntos internos dos países do Golfo Pérsico, avaliando que o programa nuclear que os iranianos se negam a suspender poderia ameaçar a segurança regional e iniciar uma escalada armamentista.
Segundo fontes do jornal britânico The Times, caso o Irã desenvolvesse a capacidade nuclear, o reino saudita poderia buscar rapidamente comprar artefatos nucleares prontos e ainda dar início ao seu próprio programa de enriquecimento de urânio para fins militares. As armas nucleares sauditas poderiam, supostamente, serem fornecidas pelo Paquistão, mas os dois países negam uma negociação deste tipo.
De acordo com documentos divulgados em 2010 pelo site Wikileaks, o rei Abdallah da Arábia Saudita pediu várias vezes às lideranças americanas que atacassem o Irã para acabar com o programa nuclear do país.

### Protestos no Bahrein
A intervenção de tropas sauditas em apoio à família real e a elite no Bahrein, em 14 de março de 2011, intensificou as tensões entre árabes e iranianos. No Bahrein, a população de maioria xiita sente-se discriminada pela elite sunita, cuja dinastia, Al Khalifa, governa o país há mais de 200 anos.

### Suposto complô iraniano
As tensões entre Teerã e Riad se intensificaram depois que Washington revelou um complô iraniano para assassinar o embaixador saudita nos Estados Unidos. O suposto complô incluía detonar uma bomba em um restaurante que o diplomata frequentava, com a eventual morte de inúmeros civis inocentes. O Irã desmentiu as acusações, e posteriormente se comprometeu a investigar o caso. O secretário-geral das Nações Unidas, Ban Ki-moon, encaminhou o caso ao Conselho de Segurança.

### Guerra Civil na Síria
A Guerra Civil Síria (às vezes referida como Revolta Síria ou ainda Revolução Síria; em árabe: الحرب الأهلية السورية) é um conflito interno em andamento na Síria, que começou como uma série de grandes protestos populares em 26 de janeiro de 2011 e progrediu para uma violenta revolta armada em 15 de março de 2011, influenciados por outros protestos simultâneos no mundo árabe. Enquanto a oposição alega estar lutando para destituir o presidente Bashar al-Assad do poder para posteriormente instalar uma nova liderança mais democrática no país, o governo sírio diz estar apenas combatendo "terroristas armados que visam desestabilizar o país". Com o passar do tempo, a guerra deixou de ser uma simples "luta por poder" e passou também a abranger aspectos de natureza sectária e religiosa, com diversas facções que formam a oposição combatendo tanto o governo quanto umas às outras. Assim, o conflito acabou espalhando-se para a região, atingindo também países como Iraque e o Líbano, atiçando, especialmente, a rivalidade entre xiitas e sunitas

### Guerra Civil no Iémen
A Guerra Civil Iemenita é um conflito entre duas entidades que reivindicam constituir o governo iemenita, juntamente com os seus apoiantes. Os separatistas do sul e as forças leais ao governo de Abd Rabbuh Mansur Hadi, com sede em Áden, entraram em conflito com os Houthis e as forças leais ao ex-presidente Ali Abdullah Saleh. A al-Qaeda na Península Arábica e o Estado Islâmico do Iraque e do Levante também têm realizado ataques, com a AQPA controlando faixas de território no interior e trechos da costa.

Em 22 de março de 2015, uma ofensiva dos houthis começou com combates na província de Taiz. Em 25 de março, Taiz, Mochae Lahij caíram para os houthis e estes chegaram aos arredores de Áden, a sede do poder do governo de Hadi. No mesmo dia, Hadi fugiria do país. e uma coalizão liderada pela Arábia Saudita lançaria operações militares, usando ataques aéreos para restaurar o antigo governo iemenita, e os Estados Unidos forneceram inteligência e apoio logístico para a campanha. Desde 7 de abril, pelo menos 310 pessoas morreram em Áden.